# Fejervarya parambikulamana
Fejervarya parambikulamana е вид жаба от семейство Dicroglossidae.

## Разпространение и местообитание
Видът е разпространен в Индия.
Обитава гористи местности, ливади, блата, мочурища и тресавища.